# Chicagská univerzita

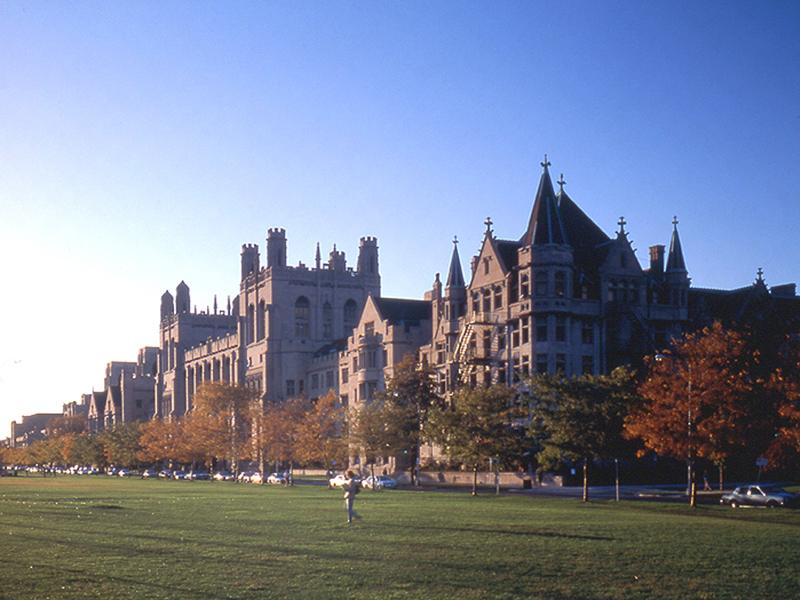
Univerzita od parku Midway Plaisance

Chicagská univerzita (anglicky University of Chicago) je americká soukromá univerzita sídlící v Chicagu ve státě Illinois. Byla založena v roce 1890 Johnem Rockefellerem.
Univerzita měla v roce 2016 době přes 15 000 studentů a přes 2200 zaměstnanců.

## Významní vyučující
- Saul Bellow – tvůrčí psaní
- Mircea Eliade –  religionista, historik a filozof náboženství
- Tomáš Garrigue Masaryk – hostující profesor v létě 1902[2]
- Morton Kaplan – politologie, mezinárodní vztahy
- Barack Obama – přednášel na katedře ústavního práva Právnické fakulty v letech 1993 až 2004[3]
- Leo Strauss – americký politický filozof
- Adam Zagajewski – tvůrčí psaní